# Золотий Пляж
Золотий Пляж (рос. Золотой Пляж) — селище, підпорядковане місту Міас Челябінської області Російської Федерації.
Населення становить 60 осіб (2010).

## Історія
Згідно із законом від 26 серпня 2004 року органом місцевого самоврядування є Міаський міський округ.

## Населення
| 2002 | 2010 |
| ---- | ---- |
| 137  | ↘60  |